# Rue de Fer (Namur)
La rue de Fer est une voie de circulation urbaine de la ville de Namur, en Belgique. C'est l'une des principales rues commerçantes de la ville, le long de laquelle se tient notamment le marché hebdomadaire. On y trouve entre autres l'hôtel de ville (au N°42), l'ancien cinéma Eldorado, l'église Saint-Joseph (XVIIe siècle) et l'hôtel de Gaiffier d'Hestroy (monument classé),,.

## Localisation
Courant du nord au sud la rue de Fer part de la rue de la Gare (au square Léopold) pour arriver au carrefour avec la rue Saint-Jacques. Elle change de nom aux Quatre-coins pour devenir alors la rue de l'Ange. La dernière section, à partir de l'église Saint-Joseph, s'appelait auparavant rue des Carmes qui assuraient les services pastoraux de l'église.

## Histoire
La rue de Fer tient certainement l'origine de son nom de l'ancienne porte de Fer disparue qui donnait passage aux fortifications. 

## Galerie photos

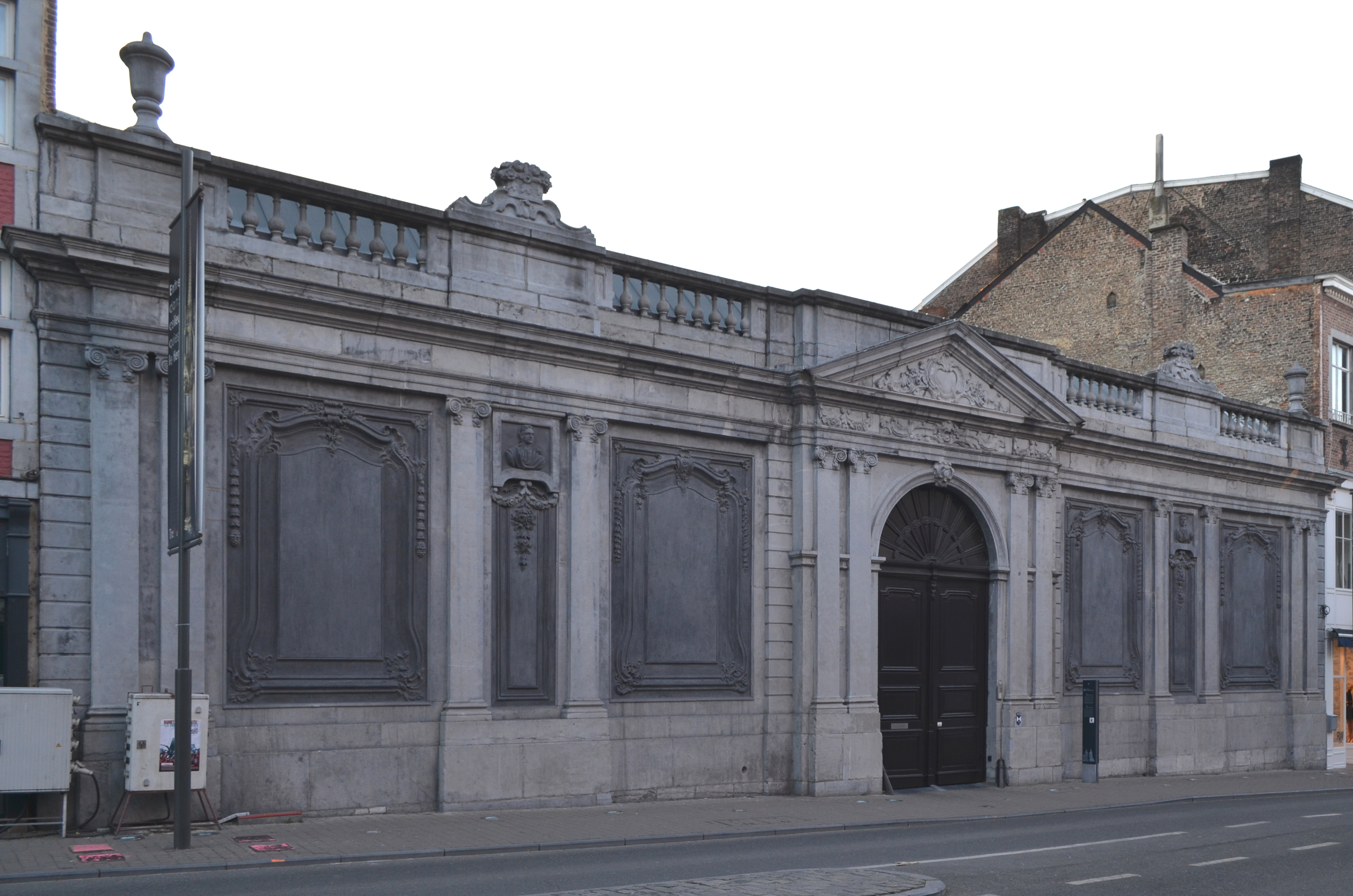
Façade de l'hôtel de Gaiffier d'Hestroy (Musée des Arts anciens du Namurois).
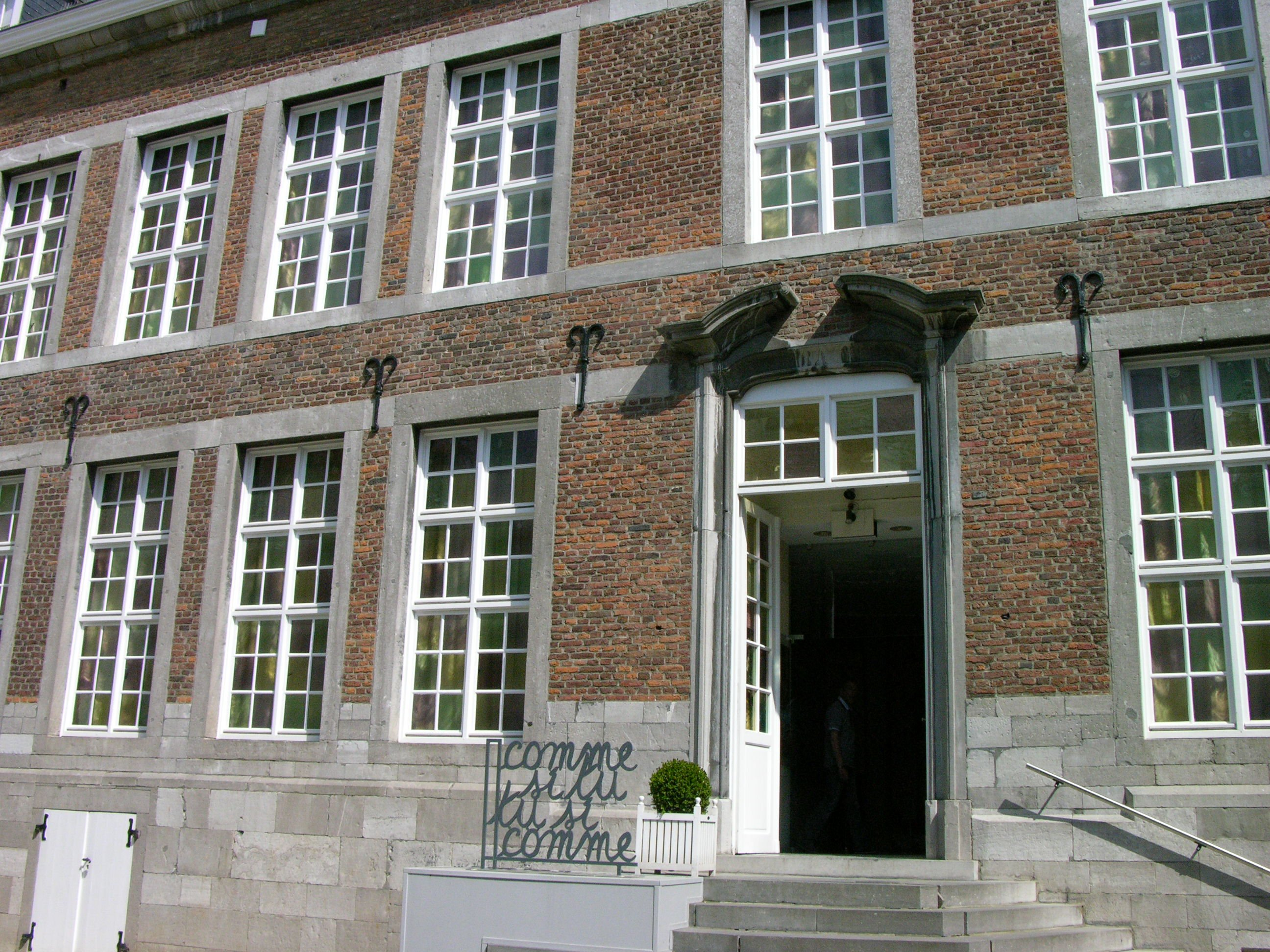
Musée des Arts anciens du Namurois (hôtel de Gaiffier d'Hestroy).
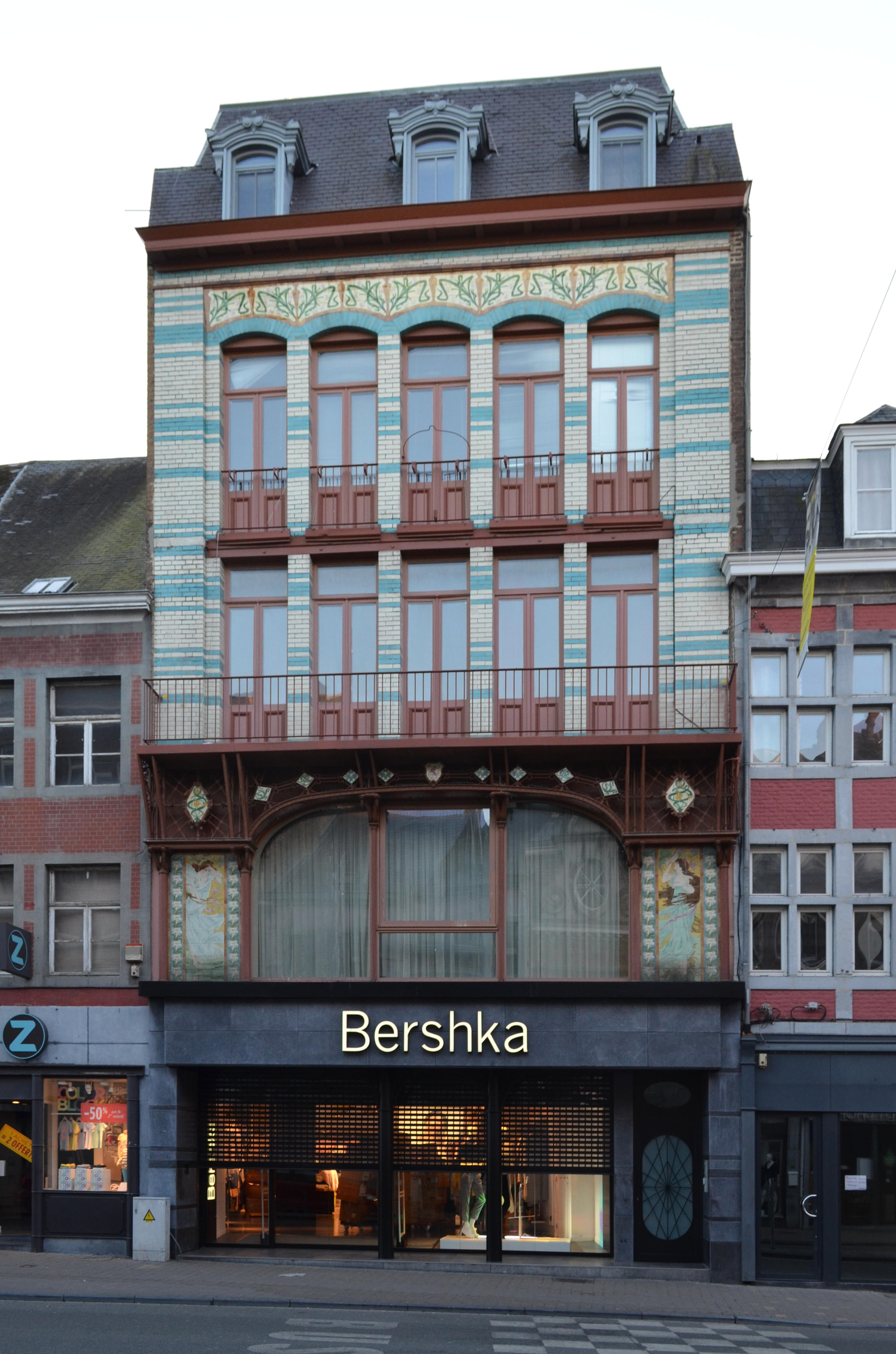
Immeuble avec une façade Art nouveau aux numéros 28-30.
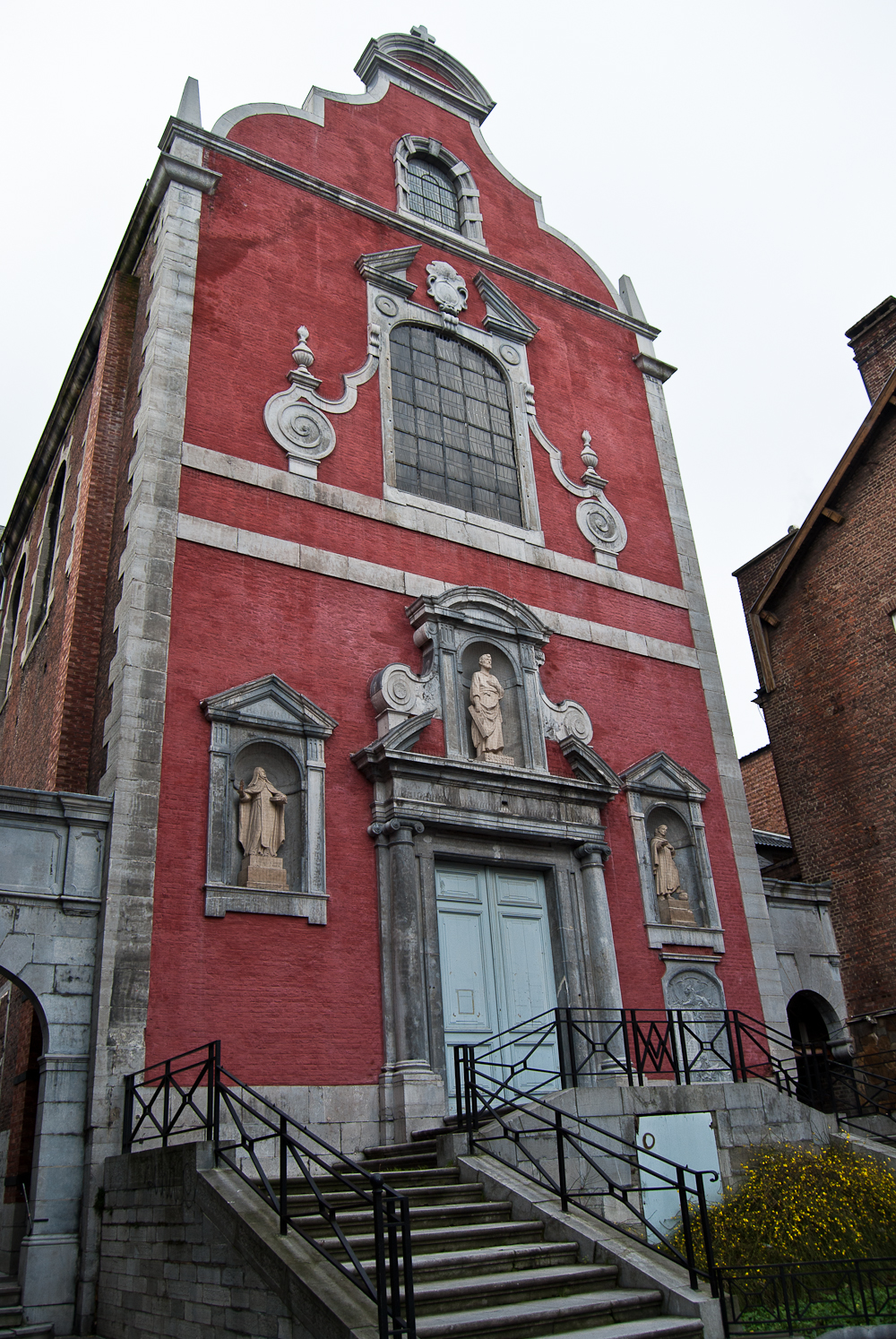
Façade de l'église Saint Joseph.